# Stazione di Via Viuli-Palazzo di Giustizia
Stazione di Via Viuli-Palazzo di Giustizia vasútállomás Olaszországban, Torre del Greco településen.

## Vasútvonalak
Az állomást az alábbi vasútvonalak érintik:
- Napoli-Pompei-Poggiomarino-vasútvonal

## Kapcsolódó állomások
A vasútállomáshoz az alábbi állomások vannak a legközelebb:
- stazione di Trecase
- Stazione di Leopardi